# Ґінтарас Крапікас
Ґінтарас Крапікас, або Гінтарас Крапікас (лит. Gintaras Krapikas; нар. 6 липня 1961, Кретинга) — литовський і радянський баскетболіст, литовський баскетбольний тренер. Протягом певного часу був головним тренером БК «Азовмаш» з Маріуполя.

## Життєпис
Почав займатися баскетболом у 10 років у спортшколі в рідному місті.
У 1979—1989 (за іншими даними, у 1985—1990) грав за «Жальгіріс» із Каунаса. Зі сезону 1990/1991 виступав за команду «ТуС» (Ізерлон, Німеччина; тут уже грали Сергеюс Йовайша та Римас Куртінайтіс), де провів вісім сезонів. У Німеччині отримав тренерську ліцензію, протягом останніх років гри за «ТуС» був також тренером юнацьких команд.
У 2000 році повернувся в Литву, почав працювати тренером. У 2001—2005 — головний тренер каунаського «Жальгіріс». У 2001—2005 роках — тренер збірної Литви. Разом із командою виграв бронзові медалі на Олімпіаді в Сіднеї 2000 і золоті медалі чемпіонату Європи 2003. Головний тренер збірної Литви в сезоні 2005/2006.
У 2006—2008 — головний тренер татарстанського клубу УНІКС (Казань). Разом із командою виграв срібні медалі чемпіонату. З 2008 — головний тренер БК «Жальгіріс».
Одружений, виховав сина та доньку.

### Здобутки
- Переможець Міжконтинентального кубка 1986
- Чемпіон СРСР 1985—1987
- Срібний призер ЧЄ—1995
- Бронзовий призер ОІ-1992.